# Tomo Vukšić
Tomo Vukšić (ur. 9 stycznia 1954 w Studenci) – bośniacki duchowny rzymskokatolicki, doktor nauk teologicznych, biskup polowy Ordynariatu Wojskowego Bośni i Hercegowiny w latach 2011–2020, arcybiskup koadiutor sarajewski w latach 2020–2022, arcybiskup metropolita sarajewski od 2022.

## Życiorys
Święcenia kapłańskie otrzymał 29 czerwca 1980 z rąk biskupa Petara Čule i został inkardynowany do diecezji Mostar-Duvno. Był m.in. sekretarzem biskupim, wicerektorem seminarium w Sarajewie, wikariuszem sądowym oraz wikariuszem generalnym diecezji.
1 lutego 2011 Benedykt XVI mianował go pierwszym biskupem polowym Ordynariatu Wojskowego Bośni i Hercegowiny. Sakry biskupiej udzielił mu 2 kwietnia 2011 kardynał Vinko Puljić. 
22 stycznia 2020 papież Franciszek przeniósł go na urząd arcybiskupa koadiutora archidiecezji sarajewskiej. 29 stycznia 2022, po przyjęciu przez papieża rezygnacji kardynała Vinko Puljicia objął urząd arcybiskupa metropolity Sarajewa.